# 1998年12月14日阿尔巴尼亚—南斯拉夫边境冲突
1998年12月14日，南斯拉夫军队伏击了140名科索沃解放军武装分子，他们企图从阿尔巴尼亚基地向南斯拉夫联邦共和国走私武器和物资。随后，一场持续了5个小时的战斗结束，36名武装分子死亡，另有9人被捕。另有数十人逃回阿尔巴尼亚，放弃了大量武器和用品，这些武器和用品后来被南斯拉夫当局没收。这次伏击是美国主导谈判的停火协议两个月前生效以来，科索沃发生的最严重的战争相关事件。这一事件发生在该省日益紧张的局势之后，该省种族间的暴力自1996年初以来一直在不断升级。
几小时后，疑似科索沃解放军的枪手在佩奇袭击了一家塞尔维亚人拥有的咖啡厅，杀害了6名手无寸铁的塞尔维亚青年。西方外交官怀疑这次袭击是对伏击的报复，尽管科索沃解放军否认对此负责。几天后，南斯拉夫当局在红十字国际委员会的调停下，归还了除三名武装分子以外的所有人的尸体。在反政府武装控制的一个地区，为这些武装分子举行了英雄葬礼，数千名阿尔巴尼亚族人参加了仪式，其中包括其他科索沃解放军战士。1999年1月，科索沃解放军绑架了南斯拉夫军队的8名人员，后来用他们交换了在伏击中被俘的9名武装分子。

## 背景
1989年，贝尔格莱德废除了塞尔维亚两个自治省——伏伊伏丁那省和科索沃的自治。科索沃是一个主要由阿尔巴尼亚人居住的省份，对塞尔维亚人来说具有重要的历史和文化意义。在19世纪中期以前，塞尔维亚人在科索沃占多数，但到1990年，他们只占人口的10%。由于人数不断减少，塞族人开始担心他们会被阿尔巴尼亚人“排挤”出去，民族紧张局势进一步恶化。科索沃的自治权一被废除，塞尔维亚总统斯洛博丹·米洛舍维奇就任命了一个由塞族人和黑山人管理的少数派政府来监督该省，由来自塞尔维亚的数千名全副武装的准军事部队强制执行。阿尔巴尼亚文化受到有计划的镇压，成千上万在国有企业工作的阿尔巴尼亚人失去了工作。
1996年，一群自称科索沃解放军的阿尔巴尼亚民族主义者开始攻击南斯拉夫军队和科索沃的塞尔维亚内政部。他们的目标是将该省从南斯拉夫的其他部分中分离出来。1991-92年，斯洛文尼亚、克罗地亚、马其顿和波斯尼亞黑塞哥維那脱离了南斯拉夫，现在只是一个由塞尔维亚和黑山组成的残余联邦。起初，科索沃解放军进行了打了就跑的游击。它很快在科索沃的阿尔巴尼亚年轻人中流行起来，他们中的许多人反对政治家易卜拉欣·鲁戈瓦倡导的对南斯拉夫当局的非暴力抵抗，倾向于一种更激进的方式。1997年，邻国阿尔巴尼亚发生武装起义，导致阿尔巴尼亚军队仓库的数千件武器被洗劫，该组织得到了极大的推动。这些武器中有许多最终落入科索沃解放军手中，该部队由于参与贩运毒品、武器和人口以及通过散居在外的阿尔巴尼亚人的捐款已经拥有大量资源。1998年3月，南斯拉夫军和塞尔维亚内政部袭击了科索沃解放军领导人阿德姆·贾沙里的住所，杀死了他和他最亲密的伙伴以及他的大部分家人。这次袭击促使数千名年轻的科索沃阿尔巴尼亚人加入科索沃解放军的行列，加剧了科索沃紧张气氛，起义最终于1998年春天爆发。